# Tomáš Hradecký (fotbalista)
Tomáš Hradecký (finsky Tomas Hradecký; * 13. října 1992 Turku, Finsko) je finský fotbalový záložník a mládežnický reprezentant slovenského původu, který od ledna 2017 působí ve finském klubu Seinäjoen Jalkapallokerho. Hraje na pozici defenzivního záložníka.

## Rodina
Jeho otec je bývalý volejbalista, který odešel za angažmá do Finska. Jeho bratři Lukáš a Matej jsou také fotbalisté.

## Klubová kariéra
- TPS Turku (mládež)
- Åbo IFK 2010–2012
- Salon Palloilijat 2013
- IFK Mariehamn 2013–2014
- Rovaniemen Palloseura 2015–2016
- Bohemians Praha 1905 2016[4]
- SJK[5]